# Rotkopf-Samenknacker
Der Rotkopf-Samenknacker (Spermophaga ruficapilla) ist eine Art aus der Familie der Prachtfinken. Die Art wird gelegentlich in Europa als Ziervogel gehalten.

## Beschreibung
Der Rotkopf-Samenknacker erreicht eine Körperlänge von dreizehn bis vierzehn Zentimeter. Der Schnabel ist sehr kräftig, auch wenn die Art überwiegend von kleinen Grassamen und Hirsekörnern lebt. Beim Männchen sind Kopf, Nacken, Kinn, Kehle, Brust, Flanken und Oberschwanzdecken glänzend rot. Das übrige Körpergefieder ist glänzend schwarz. Die Augen sind dunkelbraun bis schwarz und von einem gräulichen bis bläulichen Augenring umgeben. Das Weibchen ähnelt grundsätzlich dem Männchen, allerdings fehlt bei ihr der Glanz des Gefieders. Wie bei den zur selben Gattung gehörenden Grantsamenknacker und Rotbrust-Samenknacker hat auch das Weibchen des Rotkopf-Samenknackers auf der hinteren Körperunterseite weiße Tropfenflecken.

## Verbreitungsgebiet und Lebensweise
Das Verbreitungsgebiet des in zwei Unterarten vorkommenden Rotkopf-Samenknackers ist Angola und Kongo sowie Kenia und Tansania. Er fehlt im Allgemeinen in den Regionen, in denen der Rotbrust-Samenknacker verbreitet ist. Die Nominatform Spermophaga ruficapilla ruficapilla kommt fast im gesamten Verbreitungsgebiet vor. Die Unterart Spermophaga ruficapilla cana dagegen ist auf ein sehr kleines Verbreitungsgebiet beschränkt und kommt nur in den Usambara-Bergen im Nordosten Tansanias vor. Der Lebensraum sind buschreiches Unterholz, Waldränder, Wege und Plantagen. Seine Höhenverbreitung reicht in Ostafrika bis 2.000 Metern. Sie leben einzeln oder paarweise und sind nur gelegentlich in kleinen Familienverbänden zu beobachten.
Rotkopf-Samenknacker bauen ein sehr großes Kugelnest. Das Gelege besteht meistens aus vier Eiern. Sie werden 16 Tage lang von den Elternvögeln bebrütet. Die Nestlingszeit beträgt 20 Tage. Die Jungvögel werden nach dem Verlassen des Nests weitere zwei bis drei Wochen von den Elternvögeln betreut.

## Haltung
Anders als Rotbrust-Samenknacker werden Rotkopf-Samenknacker nur sehr selten nach Europa importiert. Vermutlich das erste Mal wurde ein Rotkopf-Samenknacker 1934 nach England importiert. Nach 1964 kamen mehrere Vögel in die Schweiz und seitdem gelangen einzelnen Vögel dieser Art immer wieder in sehr geringer Zahl in den Handel. Generell gilt der Rotkopf-Samenknacker als ein sehr scheuer Vogel, der Volieren mit sehr vielen Verstecken benötigt.

## Belege

### Einzelbelege
1. ↑   Nicolai et al., S. 120
2. ↑   Nicolai et al., S. 121